# Trachyarus solyanikovi
Trachyarus solyanikovi là một loài tò vò trong họ Ichneumonidae.